# Административно деление на Сърбия и Черна гора
Сърбия и Черна гора е историческа държава в централната част на Балканския полуостров, съществувала в периода 1992 г. - 2006 г. От 1992 г. до 2003 г. е Съюзна Република Югославия и след това през 2003 г. е преименувана на Сърбия и Черна гора. После през 2006 г. се разделят, и стават две отделни държави. След това през 2008 г. Косово и Метохия стана отделна държава под името Косово.
Тя представлява конфедеративна общност между републиките Сърбия и Черна гора.

## Столици
Според Конституционната харта седалище на президента, парламента и правителството на Сърбия и Черна гора е Белград, а център на съдебната власт трябва да бъде гр. Подгорица.

## Сърбия
Република Сърбия, със столица гр. Белград, включва в състава си 2 автономни области:
- Войводина - със столица гр. Нови Сад и общо 7 съставни окръга;
- Косово и Метохия - със столица гр. Прищина и общо 5 съставни окръга, временно под управлението на ООН.

Останалата част от страната неофициално е наричана Централна Сърбия.
Освен това Сърбия е разделена на 29 окръга и административно-териториалната единица Град Белград, която е с ранг на окръг. Окръзите и столицата са съставени от 150 общини и 24 града.

## Черна гора
Република Черна гора, със столица гр. Подгорица, включва 21 общини. Община Подгорица е съставена от 2 градски общини.